# Tanvald
Tanvald (Duits: Tannwald) is een Tsjechische stad en skigebied in de regio Liberec in het IJzergebergte en dicht bij het Reuzengebergte en maakt deel uit van het district Jablonec nad Nisou.
Tanvald telt 6836 inwoners.
Tanvald ligt onder Desna en is bereikbaar vanaf Liberec via de lokale weg R14.
Tanvald was tot 1945 een plaats met een overwegend Duitstalige bevolking. Na de Tweede Wereldoorlog werd de Duitstalige bevolking verdreven.

## Bestuurlijke indeling
Tanvald bestaat uit de volgende stadsdelen:
- Šumburk nad Desnou (Schumburg an der Desse)
- Tanvald (Tannwald)
- Žďár (Brand)

## Bezienswaardigheden
- Šumburk nad Desnou (Schumburg an der Desse), stadsdeel uit 1611 gelegen aan de linker oever van de Desse met de kerk van de Heilige Franz von Assisi (1900)
- Tanvaldský Špičák (Tannwalder Spitzberg), 831 meter, skigebied
- Terezínka (Theresienhöhe) is een Felsenaussicht uit 1853

## Voorzieningen
Atletiekstadion, voetbalveld, sporthal, sportplaats met kunstgras, tennisbaan, Waldbad, minigolf. skigebied Špičák (Spitzberg) met skischool en skiverhuur, langlaufgebied, concertgebouw, theater.

## Partnersteden
- Burbach (Noordrijn-Westfalen)
- Wittichenau (Saksen)